# (13217) Alpbach
Pour les articles homonymes, voir Alpbach (homonymie).
(13217) Alpbach est un astéroïde de la ceinture principale.

## Description
(13217) Alpbach est un astéroïde de la ceinture principale. Il fut découvert le 30 juin 1997 à Caussols par le projet ODAS. Il présente une orbite caractérisée par un demi-grand axe de 2,38 UA, une excentricité de 0,17 et une inclinaison de 3,6° par rapport à l'écliptique.

## Compléments